# Kramfors järnvägsstation
Kramfors järnvägsstation är en järnvägsstation som är belägen i centrala Kramfors. Stationsbyggnaden nyttjas även för busstrafiken och går därför under namnet Kramfors resecentrum.

## Historik

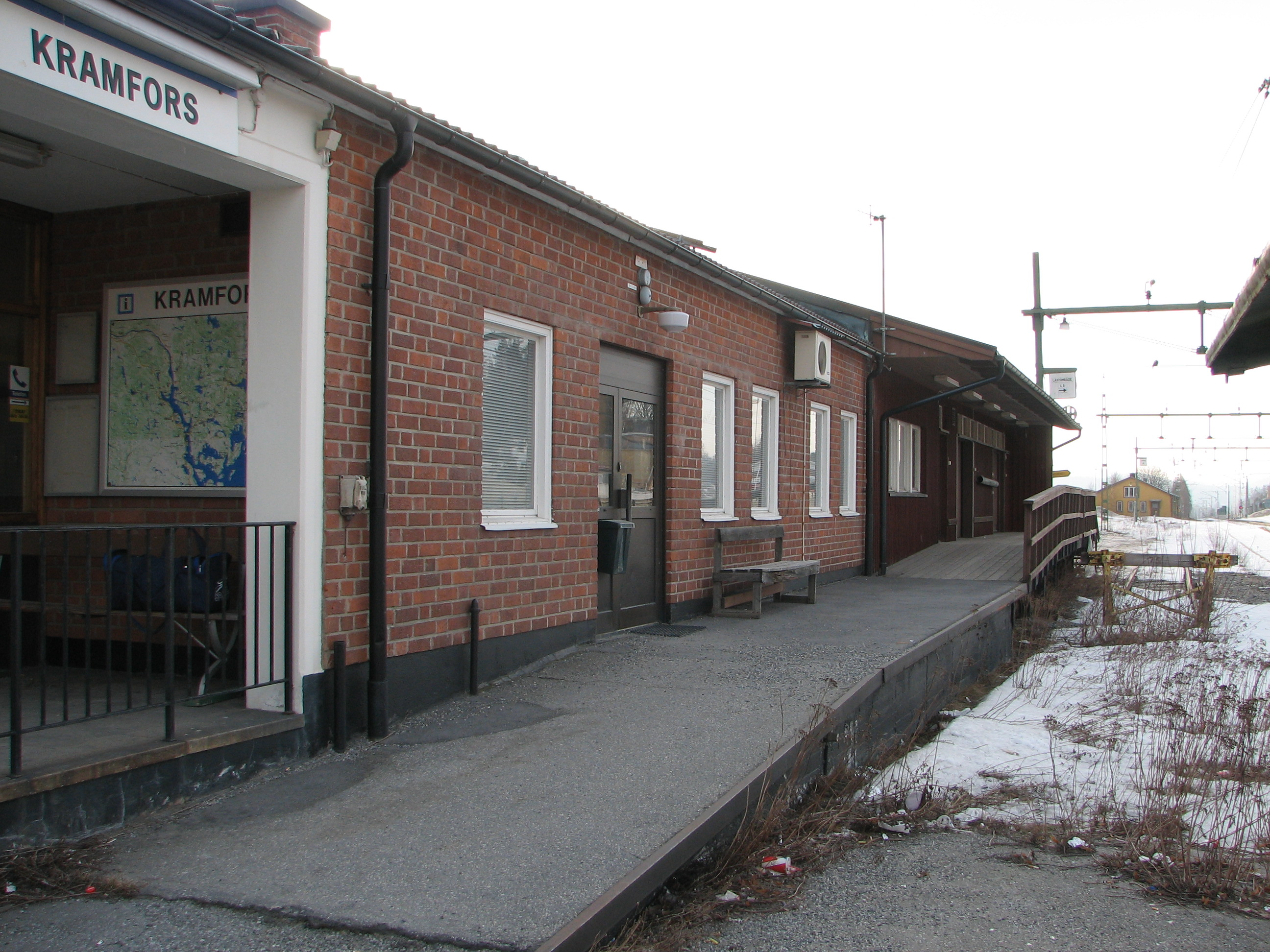
Kramfors järnvägsstation 1967-2009.

År 1893 öppnades järnvägen genom Kramfors och det första stationshuset togs i bruk. Ett nytt stationshus byggdes 1967. År 2001 lades all persontrafiken ner på sträckan. Ett par år tidigare hade dock ett beslut om att bygga Botniabanan tagits. För Kramfors del innebar det att järnvägen genom staden skulle rustas upp för att klara trafiken till Botniabanan och stationen skulle därmed återfå persontrafik. Beslut togs att riva och bygga en helt ny stationsbyggnad och att även flytta busstrafiken till samma plats. År 2009 revs den gamla stationen och den nya stationen invigdes av kung Carl XVI Gustaf i augusti 2010. Persontrafiken kom dock igång först nästan två år senare i juli 2012.

## Trafik
SJ:s snabbtåg mellan Stockholm och Umeå och SJ:s nattåg mellan Stockholm och Narvik/Luleå stannar i Kramfors. Norrtåg kör regionaltåg mellan Umeå och Sundsvall med uppehåll i Kramfors.